# Xakva
Xakva (en rus: Шаква) és un poble del krai de Perm, a Rússia, que el 2016 tenia 82 habitants. Hi ha cinc carrers. Es troba al marge dret del riu homònim.